# 블랙 레인 (영화)
《블랙 레인》(영어: Black Rain)은 미국에서 제작된 리들리 스콧 감독의 1989년 네오누아르 액션 스릴러 영화이다. 마이클 더글러스, 앤디 가르시아 등이 출연하였고, 스탠리 R. 재피 등이 제작에 참여하였다.

## 출연진
- 마이클 더글러스
- 앤디 가르시아
- 다카쿠라 겐
- 케이트 캡쇼
- 마쓰다 유사쿠
- 존 스펜서
- 우치다 유야
- 와카야마 도미사부로
- 루이스 구스만
- 존 코스텔로
- 스티븐 루트
- 리처드 릴리
- 구니무라 준
- 팀 켈러허
- 본디 커티스홀
- 조십 엘릭
- 키오니 영
- 앨 렁
- 타오저

## 기타 제작진
- 협력 제작: 앨런 폴
- 미술: 노리스 스펜서
- 의상: 엘런 미로지닉

## 우리말 녹음
SBS 성우진 (1997년 11월 7일)
- 박일 - 닉 (마이클 더글러스)
- 이규화 - 찰리 (앤디 가르시아)
- 김규식 - 마사히로 (다카쿠라 겐)
- 안종덕 - 사토 고지 (마쓰다 유사쿠)
- 온영삼 - 스가이 (와카야마 도미사부로)
- 최옥희 - 조이스 (케이트 캡쇼)
- 김새영
- 김창주
- 순동운
- 박미선
- 김영진
- 김진주